# Сан-Мигел-де-Вила-Боа
Сан-Мигел-де-Вила-Боа (порт. São Miguel de Vila Boa)  —  населённый пункт и район в Португалии,  входит в округ Визеу. Является составной частью муниципалитета  Сатан. Находится в составе крупной городской агломерации Большое Визеу. По старому административному делению входил в провинцию Бейра-Алта. Входит в экономико-статистический  субрегион Дан-Лафойнш, который входит в Центральный регион. Население составляет 1479 человек на 2001 год. Занимает площадь 14,49 км².
Покровителем района считается Архангел Михаил (порт. São Miguel Arcanjo).